# Tortyra cantharodes
Tortyra cantharodes là một loài bướm đêm thuộc họ Choreutidae. Nó được tìm thấy ở Peru.